# Stanisław Bzura

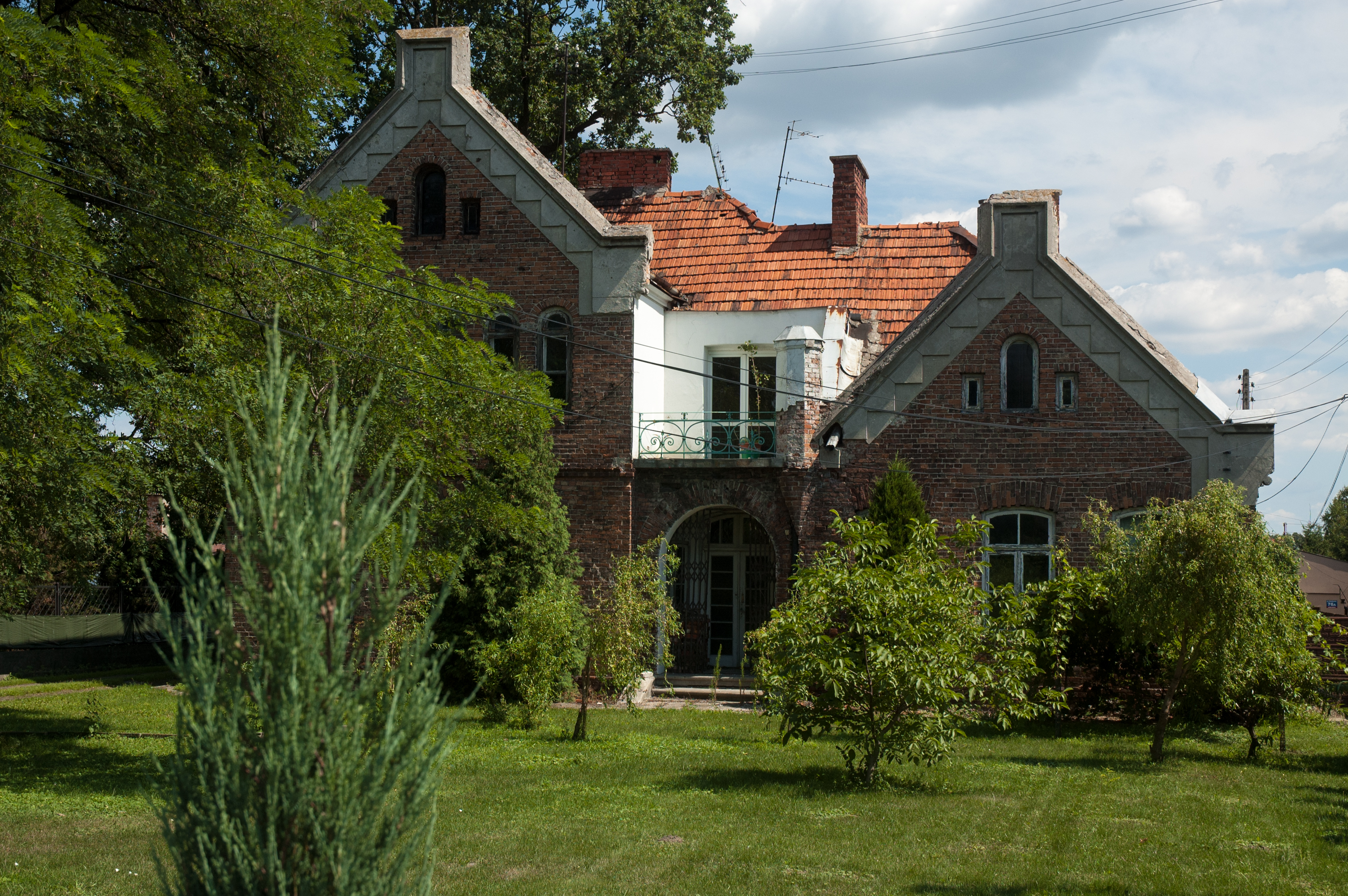
Willa dr St. Bzury – Jabłonna, ul Modlińska 78

Stanisław Feliks Bzura (ur. 1870, zm. 1948) – gminny lekarz mieszkający w Jabłonnie, pionier uprawy winorośli w Polsce.
Na ziemi podarowanej przez hr. Potockiego, założył winnicę (pierwsza z nich znajdowała się przy ulicy Szkolnej) i produkował wino. Wino, które wytwarzał nie ustępowało jakością najlepszym winom z Włoch czy Francji. Opublikował w 1938 roku podręcznik uprawy winorośli, który do dziś jest pozycją referencyjną. Jako pierwszy w Polsce uprawiał odmiany winogron odporne na warunki klimatyczne i pasożyty. W 1947 był współwydawcą książki Z. Jakimiaka „Postulaty hodowli winorośli w Polsce”.
Dr Stanisław Bzura pełnił obowiązki lekarza fabrycznego Huty Szklanej w Jabłonnie. Wspierał go okresowo starszy felczer Jakub Turski. Ich honorarium wynosiło 325 rubli.
Był członkiem Konwentu Polonia.

## Publikacje
- Stanisław Bzura: Winorośl i zastosowanie jej do przemysłowej hodowli w Polsce. Warszawa: 1938. Brak numerów stron w książce